# Jamma'in
Jamma'in (àrab: جمّاعين, Jammāʿīn) és un municipi palestí de la governació de Nablus, a Cisjordània, al nord de la vall del Jordà, 16 kilòmetres al sud-est de Nablus, 6 kilòmetres al nord-oest de Salfit i 40 kilòmetres al nord de Ramal·lah. Segons l'Oficina Central Palestina d'Estadístiques tenia 6.225 habitants en 2007.

## Història
Jamma'in està situat en un turó al lloc antic. S'hi han reutilitzat pedres tallades en cases de poble, murs, tanques i terrasses agrícoles. S'hi ha trobat cisternes tallades en la roca i terrissa romana i romana d'Orient. Uns 400 metres al nord-oest hi ha tombes excavades a la roca que conté un loculus i coves (anomenades I-Qubay'ah).

### Edat mitjana
Una vila de l'era dels croats (1123) anomenada Gemmail, ha estat identificada amb Jamma'in. Era coneguda com a Jamma'il en fonts àrabs medievals. La vila era la llar del clan Banu Qudama, qui s'hi va traslladar de Damasc en 1156, durant el domini croat a Palestina. Llur líder i el khàtib (predicador musulmà) de la vila, Ahmad ibn Qudama, marxaren de Jamma'in per por de la persecució del rei Balduí, qui pretenia castigar els Banu Qudama per predicar contra el domini croat. L'àrea muntanyosa i deshabitada de Damasc on s'hi assentaren els Banu Qudamah esdevingué el suburbi d'al-Salihiyah, que va rebre el nom per la família, que eren coneguts com "els pietosos" (as-salihiyyin) o per la mesquita Abi Salih, associada amb la família. Al llarg dels segles xi i xii Jamma'in era un centre de l'activitat hanbali. El geògraf medieval sirià Yaqut al-Hamawí (1179–1229) va descriure el lloc com «un pou al turó de Nablus, a la Província de Filastin. Es troba a un dia de distància de. Jerusalem, i pertany a aquesta ciutat.» Diya al-Din (1173-1245) es refereix a la presència de musulmans a Jamma'in durant tota la seva vida, i també assenyalà que la vila tenia una mesquita.

### Època otomana
Jamma'in va ser incorporada a l'Imperi Otomà en 1517 amb tota Palestina, i en 1596 va aparèixer als registres fiscals com a part de la nàhiya de Jabal Qubal a la liwà de Nablus. La seva població era totalment musulmana de divuit llars i cinc solters. Els habitants del poble pagaven els impostos sobre el blat, l'ordi, els cultius d'estiu, oliveres arbres, cabres i ruscs, i premsa per raïms o olives.
En el segle xvii la família Qasim va governar Jamma'in i vint viles properes, incloses Awarta, Beit Wazan, Haris i Zeita. Jamma'in era la seu del subdistricte de Jamma'in al districte de Nablus. En 1834, quan els egipcis d'Ibrahim Paixà dominaren Palestina, les famílies àrabs pro-otomanes de Palestina es revoltaren sota el lideratge de Qasim al-Ahmad. La revolta fou aixafada i Qasim i els seus dos fills més grans foren penjats. La tribu zeitawiva emigrar a la ciutat des de la propera Zeita (de la que rebia el seu nom) en el segle xviii.
L'explorador francès Victor Guérin va visitar la vila en 1870, i va estimar que tenia 1.400 habitants. Les cases eren millor construïdes que a molts altres llocs de Palestina, i algunes semblaven haver estat reconstruïdes. En 1882 el Survey of Western Palestine (SWP) del Fons per a l'Exploració de Palestina va descriure Jamma'in com «el poble més gran al districte, en un terreny elevat, envoltat d'oliveres. el subministrament d'aigua és d'una piscina i un pou a l'est del poble.»

### Període del Mandat Britànic
En el cens de Palestina de 1922, elaborat per les autoritats del Mandat Britànic, Jamma'in tenia 720, tots musulmans, incrementada al cens de 1931 a 957, tots musulmans, en 202 cases.
En el cens de 1945, Jamma'in tenia 1,240, tots musulmans, amb 19,821 dúnams de terra, segons un cens oficial de terra i població. D'aquests, 5,362 dúnams eren plancations i terra de rec, 6,625 per cereals, mentre 77 dúnams eren sòl edificat.

### Període contemporani
Després de la de la Guerra araboisraeliana de 1948, i després dels acords d'Armistici de 1949, Jamma'in va restar en mans de Jordània. Després de la Guerra dels Sis Dies el 1967, ha estat sota ocupació israeliana. Com moltes altres localitats de Cisjordània, els habitants de Jamma'in's s'han vist involucrats en el conflicte israelià-palestí, i han estat objectiu de nombroses incursions de les Forces de Defensa d'Israel (IDF). Des de la Primera Intifada en 1987, sis persones de la vila han estat assassinades per les FDI i centenars de residents han estat empresonats.
En gener de 2015 les forces d'Israel van establir una porta de ferro a l'entrada sud del poble, el seu principal punt de sortida, bloquejant el trànsit entre Jamma'in i Marda. Els soldats de les FDI deneguen l'entrada als ciutadans palestins que viatgen a qualsevol direcció. No va donar cap explicació per al sobtat moviment.

## Demografia
En el cens de 1997 de l'Oficina Central Palestina d'Estadístiques (PCB), Jamma'in tenia 4.311 habitants. Els refugiats palestins representaven el 3,9% dels habitants. En el cens de la PCBS de 2007 la població va créixer a 6,225, vivint en 1,010 llars, cadascuna conté una mitjana de sis membres. Hi havia 1.170 unitats d'habitatge. La relació entre els gèneres era 49,1% dones i 50,9% homes.

## Economia
Els dos sectors econòmics més importants de Jamma'in són la pedra de tall i l'agricultura. Des de la Segona Intifada, la indústria de la pedra de tall s'ha debilitat a causa del creixent cost de l'electricitat i que el cost de la pedra a Israel i Jordània ha disminuït. Algunes persones treballen a les oficines del govern palestí a Ramal·lah. La cistelleria no és un sector econòmic important, però juntament amb Zeita i, Jamma'in és ben coneguda per produir cistelles fetes de fulles de fusta d'olivera.
Les olives són el principal cultiu. Hi ha dos o tres explotacions de bestiar oví i boví a Jamma'in. La llet, el iogurt i el formatge es venen a la ciutat. A la ciutat hi ha dues mesquites, una organització benèfica religiosa i una biblioteca. Hi ha cinc escoles a Jamma'in; dues de nens, dues de nenes i una escola mixta. Més del 90% de la població major de 10 anys sap llegir i escriure. La majoria dels estudiants universitaris assisteixen a la Universitat Nacional An-Najah.

## Govern
Jamma'in està situada majoritàriament a l'Àrea B, posada sota control militar israelià, però amb control administratiu i civil palestí. Es regeix per un ajuntament d'onze membres, incloent un reservat per a les dones. A les eleccions municipals palestines de 2005, el grup proper a Hamàs llista Al-Islamiya per la Reforma va guanyar set escons, la majoria, i la llista recolzada per Fatah Màrtirs va obtenir tres escons, i una llista independent va obtenir l'escó restant. Les candidates van guanyar dos seients. 'Izzat Mahmoud Zeitawi va succeir Ahmad Mahmoud Zeitawi com a alcalde de Jamma'in.